# Arthur Brooke
Pour les articles homonymes, voir Brooke.
Arthur Brooke (ou Arthur Broke), mort vers 1563, est un poète anglais connu en particulier pour avoir rédigé The Tragical History of Romeus and Juliet (1562), considéré comme la source d'inspiration principale du dramaturge William Shakespeare pour sa pièce Roméo et Juliette. Présenté comme une traduction du conte italien de Matteo Bandello, le poème de Brooke en est plutôt une paraphrase.
En 1565, une version en prose de Roméo et Juliette (1567) fut publiée dans The Palace of Pleasure, un recueil de contes dont le volume précédent était sorti en 1565, édité par William Painter.
On ne sait rien de la vie d'Arthur Brooke, hormis qu'il est mort au cours d'un naufrage à Newhaven, avant ou pendant l'année 1563. Après sa mort, en 1567, George Turberville publia un recueil de poésie, intitulé Epitaphs, Epigrams, Songs and Sonnets, qui incluait le poème An Epitaph on the Death of Master Arthur Brooke Drownde in Passing to New Haven.